# Forcipomyia paucidentis
Forcipomyia paucidentis är en tvåvingeart som beskrevs av Lien 1991. Forcipomyia paucidentis ingår i släktet Forcipomyia och familjen svidknott.
Artens utbredningsområde är Taiwan. Inga underarter finns listade i Catalogue of Life.